# 최성준 (법조인)
최성준(1957년 7월 12일 ~ )은 대한민국의 법조인이다.

## 생애
최성준은 1957년 7월 12일 서울특별시에서 태어나 경기고등학교와 서울대학교 법학과를 졸업하고 제23회 사법시험에 합격하여 13기 사법연수원을 수료하고 1986년 9월 서울민사지방법원 판사에 임용된 이후 1989년 3월 서울형사지방법원  1990년 9월 제주지방법원 1992년 8월 서울지방법원 북부지원 판사를 거쳐 1994년 법원행정처 송무국 심의관으로 발령받았다가 1995년 3월 서울고등법원 판사를 거쳐 1998년에 특허법원 부장판사로 승진하였다. 이후 2000년 2월 수원지방법원, 2002년 2월 서울중앙지방법원에서 부장판사를 계속하였으며 2005년 2월 특허법원 고등부장판사, 2006년 8월 특허법원 수석부장판사, 2007년 2월 서울고등법원 고등부장판사, 2010년 2월 서울중앙지방법원 민사수석부 부장판사를 하였으며 2009년 3월에는 2년 임기의 지적재산권법연구회 회장을 역임하기도 했다.
그러다가 2012년 2월에 장인어른인 김용철 전 대법원장이 1973년부터 2년간 법원장으로 근무한 춘천지방법원에서 제44대 춘천지방법원장 겸 제42대 강원도 선거관리위원장에 임명되어 "행동을 통해 원하는 결과가 얻어지지 않더라도 남을 탓하기보다 자신을 돌아보고 원인을 찾아야 한다"며 명심보감 성심 편의 '행유부득(行有不得) 이어 든 반구저기(反求諸己)니라'는 글귀를 인용하면서 "법관을 단순히 국가기관이나 기업체의 고급 간부처럼 생각해서는 안되며, 헌법과 법률에 의해 양심에 따라 국민을 심판하는 권한만 있다"며 "국민으로부터 받은 법관의 권한은 재판업무에만 사용하도록 목적이 특정된 만큼 취지에 맞게 신중히 사용해야 한다"는 취임사로 시작한 법원장을 재임하여 임기 2년을 마치고 서울고등법원 부장판사로 돌아와 재판 실무를 담당하다가 박근혜 대통령에 의해 2014년 4월 임기 3년의 방송통신위원장에 임명되었다. 방송통신위원장 임기를 마치고 법무법인 양헌 대표 변호사로 재직 중이며 서울아산병원 심장내과 교수인 최기준과 법무법인 양헌에서 공동 대표 변호사를 맡고 있는 최경준이 동생이다.
서울고등법원에서 재직하던 2008년 10월 17일에 혜진·예슬양과 정모 여인을 살해한 미성년자 약취·유인 및 살인 등으로 기소된 정모(39)씨에게 "극악한 범죄가 발생하지 않도록 하는 것이 법원의 책무"라고 하면서 사형을 선고하고  12월 19일에는 한총련 의장을 북한에 보낸 혐의 등으로 기소된 조국통일범민족청년학생연합 남측본부 의장 윤기진씨(33)에게
징역 3년과 자격정지 3년을 선고한최성준은 방송통신위원장으로 재직할 때 불공정 방송을 했던 종편 채널에 대해 재승인을 한 것과  4대 통신사업자에게 부과할 100억 원대 과징금을 덮기 위해 담합한 것에 대해 비판이 있다.